# おおい町立本郷小学校
おおい町立本郷小学校（おおいちょうりつ ほんごうしょうがっこう）は、福井県大飯郡おおい町本郷にある公立小学校。

## 通学区域
父子・野尻・芝崎・山田・岡田・小堀・成和・尾内・長井・本郷・成海・犬見

## 進学先中学校
- おおい町立大飯中学校

## 学区 / 校区内の主な施設
- エルガイアおおい
- 福井県道・京都府道1号小浜綾部線
- 佐分利川
- あみーしゃん大飯
- おおい町役場
- おおい町総合運動公園
- 福井県こども家族館

## 交通
- JR小浜線 若狭本郷駅 1.2km
- 福井鉄道バス：大島線（嶺南5） 本郷小学校前 174m

## 著名な卒業生
- 薩摩雄次（衆議院議員、新聞記者）
- 松木庄吉（彫刻家、第6回文展に「逆風」を出品して特選）※熊川小学校から転入
- 水上勉（小説家）※京都市立室町尋常小学校へ転校
- 地村保（大工、北朝鮮による拉致被害者家族連絡会設立者）
- 時岡忍（初代おおい町長）
- 松田通彦（教育者、福井大学教職大学院客員教授）
- 村本大輔（お笑い芸人、ウーマンラッシュアワーのメンバー）